# Rame
Rame označava kod kralježnjaka i kod čovjeka dio tijela između vrata i zglobova ramena. Vanjski oblik ramena određuje visina ramena, deltoidni mišić i držanje.